# 519 TCN
519 TCN là một năm trong lịch La Mã.